# Point Pleasant Beach
Point Pleasant Beach è un comune (borough) degli Stati Uniti d'America nella contea di Ocean, nello Stato del New Jersey. È situato all'estremo nord della contea, sulla penisola di Barnegat, affacciata sull'Oceano Atlantico.

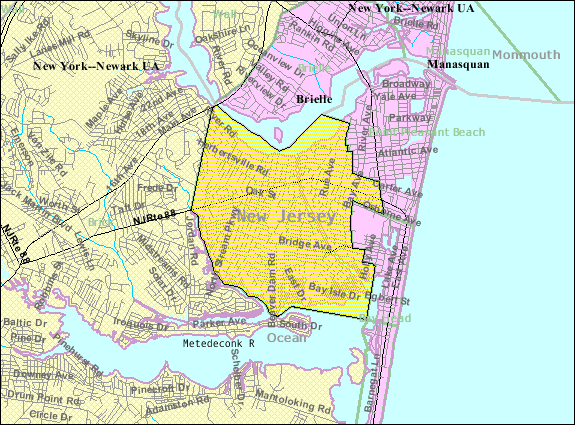
Mappa dell'United States Census Bureau

## Storia
La località è stata ricavata nel 1886 da una parte del territorio del comune di Brick.

## Società

### Evoluzione demografica
Al censimento del 2000 contava 5.314 abitanti, a quello del 2010 4.665.